# Munanila
Munanila è una circoscrizione rurale (rural ward) della Tanzania situata nel distretto di Buhigwe, regione di Kigoma. Conta una popolazione di 33 782 abitanti (censimento 2012).